# فيني جونسون
فيني جونسون (بالإنجليزية: Vinnie Johnson)‏ مواليد 1 سبتمبر 1956 في بروكلين، هو لاعب كرة سلة أمريكي سابق بدأ مسيرته الاحترافية في سنة 1979 وحمل الرقم 15 و25. يبلغ طوله 6 قدم 2 بوصة (1.9 م). اعتزل اللعب في 1992.

## روابط خارجية
- فيني جونسون على موقع إن بي أي (الإنجليزية)
- فيني جونسون على موقع سبورتس رفرنس (الإنجليزية)
- فيني جونسون على موقع كلية كرة السلة في سبورتس رفرنس.كوم (الإنجليزية)
- فيني جونسون على موقع ريلجم (الإنجليزية)
- فيني جونسون على موقع بروبوليرز (الإنجليزية)